# Arianna (motore di ricerca)
Arianna è stato un motore di ricerca italiano nato nel 1996 come servizio di indicizzazione web del portale Italia On Line (IOL), successivamente inglobato in Libero.

## Storia
Arianna divenne operativo sul web nel 1996 sviluppato da un gruppo interno ad IOL in collaborazione con il Dipartimento di Informatica dell'Università degli studi di Pisa e il laboratorio di Pisa di Olivetti Telemedia. In breve tempo il sito diventa un punto di riferimento per il web in lingua italiana in perenne competizione con Virgilio, altro motore di ricerca che nasceva in contemporanea.
L'anno successivo, nel 1997, Arianna si arricchisce con Arianna Aziende e Cybermercato rispettivamente dedicate alle aziende ed al commercio elettronico. Nel 1998 IOL viene acquistata da Infostrada e i servizi di Arianna vengono di conseguenza integrati anche nel portale omonimo in cui dopo poco tempo confluiranno le funzioni dello stesso IOL.
Nel 2000 Arianna presenta un profondo rinnovamento con l'introduzione di strumenti di ricerca dedicati per Mp3, Immagini, Video, Mappe e Gruppi di discussione.
Nel 2002 Infostrada viene a sua volta acquistata da Wind, Arianna diventa quindi lo strumento di ricerca integrato in tutti i portali del nuovo gruppo, ed in particolare su Libero. Quest'ultimo diventa ben presto il centro delle attività online di Wind ed uno dei maggiori siti italiani in assoluto.
Dal 2003 Arianna perde la sua autonomia di marchio e viene rinominato Libero Ricerca. Nello stesso anno il database del motore di ricerca viene integrato con i risultati offerti da Google, motore di ricerca statunitense in forte ascesa in quegli anni.
Da quel momento in poi il progetto Arianna e il motore di ricerca ed indicizzazione proprietario verrà usato nelle ricerche immagini, video, annunci e news.
A partire dall'ottobre 2008 è stata aggiunta la funzionalità di suggerimenti della ricerca ed è stato selezionato un gruppo di utenti per testare una nuova interfaccia che integra, nella pagina di risposta, la funzionalità di suggerimenti e un box verticale con i risultati ricerche correlate, immagini, annunci, video e news.